# Nguyên thủ Cộng hoà Kabardino-Balkar
Nguyên thủ Cộng hoà Karabino-Balkar, trước kia có tên là Tổng thống Cộng hoà Karabino-Balkar, là vị trí nhà nước cao nhất của cộng hoà Kabardino-Balkar. Vị trí này là người đứng đầu nhánh hành pháp tại nhà nước và có quyền triệu tập các cuộc họp của chính phủ Karabino-Balkaria.

## Danh sách nguyên thủ cộng hoà
Dưới đây là danh sách những người có thẩm quyền quản lý cao nhất bên phía Kabardino-Balka, trước là một nước Cộng hoà XHCN Xô viết Tự trị thuộc Liên Xô và sau là một nước Cộng hoà thuộc Nga kể từ tuyên bố chủ quyền nhà nước của Cộng hòa Xã hội chủ nghĩa Xô viết Tự trị Kabardino-Balka ngày 31 tháng 1 năm 1991 cho tới nay.
      Tạm quyền
| Chân dung                                                                          | Tên (Sinh – mất)                                                        | Nhận nhiệm sở                                                           | Rời nhiệm sở                                                            |
| Chủ tịch Hội đồng Tối cao Cộng hoà XHCN Xô viết Tự trị Kabardino-Balkar            | Chủ tịch Hội đồng Tối cao Cộng hoà XHCN Xô viết Tự trị Kabardino-Balkar | Chủ tịch Hội đồng Tối cao Cộng hoà XHCN Xô viết Tự trị Kabardino-Balkar | Chủ tịch Hội đồng Tối cao Cộng hoà XHCN Xô viết Tự trị Kabardino-Balkar |
| ---------------------------------------------------------------------------------- | ----------------------------------------------------------------------- | ----------------------------------------------------------------------- | ----------------------------------------------------------------------- |
|                                                                                    | Khachim Karmokov (1941 – )                                              | 25 tháng 12 năm 1991                                                    | 9 tháng 1 năm 1992                                                      |
| Tổng thống Cộng hoà XHCN Xô viết Tự trị Kabardino-Balkar/Cộng hoà Kabardino-Balkar |                                                                         |                                                                         |                                                                         |
|                                                                                    | Valeriy Kokov (1941 – 2005)                                             | 9 tháng 1 năm 1992                                                      | 16 tháng 9 năm 2005                                                     |
|                                                                                    | Gennadiy Gubin (1941 – 2005)                                            | 16 tháng 9 năm 2005                                                     | 28 tháng 9 năm 2005                                                     |
| Nguyên thủ Cộng hoà Kabardino-Balkar                                               |                                                                         |                                                                         |                                                                         |
|                                                                                    | Arsen Kanokov (1957 – )                                                 | 28 tháng 9 năm 2005                                                     | 6 tháng 12 năm 2013                                                     |
|                                                                                    | Yuriy Kokov (1955 – )                                                   | 6 tháng 12 năm 2013                                                     | 26 tháng 9 năm 2018                                                     |
|                                                                                    | Kazbek Kokov (1973 – )                                                  | 26 tháng 9 năm 2018                                                     | Tại nhiệm                                                               |

## Xem th
- Bí thư thứ nhất Đảng Cộng sản Kabardino–Balkar